# Filiberto Zaratti
Filiberto Zaratti (Roma, 26 marzo 1956) è un politico italiano.

## Biografia
Inizia a fare politica negli anni '80 nelle file di Democrazia Proletaria, per poi passare ai Verdi Arcobaleno, che confluiscono nella Federazione dei Verdi. 
Dal 1990 al 1993 ricopre l'incarico di consigliere comunale di Ciampino (Roma), dove viene nominato assessore all'urbanistica, ambiente e cultura.
Nel 2003 viene nominato assessore alle politiche dell'agricoltura, dell'ambiente e della protezione civile nella giunta provinciale di Roma presieduta da Enrico Gasbarra.

### Consigliere e Assessore regionale del Lazio
Alle elezioni regionali nel Lazio del 2005 viene candidato, sia nel listino bloccato del candidato alla presidenza di centro-sinistra Piero Marrazzo che tra le liste dei Verdi  nel collegio di Roma, venendo eletto nel secondo con 3.870 preferenze in consiglio regionale del Lazio.
Il 24 luglio 2006 viene nominato assessore con deleghe all'ambiente e alla cooperazione tra i popoli nella giunta regionale del Lazio, al posto di Angelo Bonelli a sua volta eletto deputato.
Nel 2009 lascia i Verdi per aderire sin dalla fondazione a Sinistra Ecologia Libertà (SEL) di Nichi Vendola, con cui alle regionali laziali del 2010 viene confermato consigliere regionale.

### Deputato alla Camera
Alle elezioni politiche del 2013 viene candidato alla Camera dei deputati, tra le liste di SEL nella circoscrizione Lazio 1 in quinta posizione, risultando il primo dei non eletti ma, a seguito delle dimissioni di Massimiliano Smeriglio nominato vicepresidente della Regione Lazio, subentra a lui come deputato.
Dal 10 luglio 2014 diventa segretario del gruppo parlamentare di SEL alla Camera, subentrando a Ileana Piazzoni che aveva seguito la scissione operata dall'ex capogruppo alla Camera Gennaro Migliore per sostenere il governo di Matteo Renzi.

### Articolo Uno ed Europa Verde
Il 28 febbraio 2017 lascia Sinistra Italiana per aderire ad Articolo Uno di Pier Luigi Bersani, Massimo D'Alema e Roberto Speranza.  
Alle elezioni politiche del 2018 non si ricandida al Parlamento.  
Agli inizi del 2019, in vista delle elezioni europee, aderisce alla lista elettorale Europa Verde, di cui dal 2021, con la trasformazione della lista in partito politico, fa parte della direzione nazionale.
Alle elezioni politiche anticipate del 2022 viene ricandidato alla Camera, come capolista per la lista Alleanza Verdi e Sinistra nel collegio plurinominale Lazio 1 - 01, venendo rieletto a Montecitorio.